# Tibor Nyilasi
Tibor Nyilasi (* 18. leden 1955, Várpalota) je bývalý maďarský fotbalista. Hrával na pozici útočníka.
V dresu maďarské reprezentace hrál na dvou světových šampionátech, mistrovství v Argentině roku 1978 a mistrovství ve Španělsku roku 1982. Celkem za národní tým odehrál 70 utkání a vstřelil 32 gólů.
S Ferencvárosem Budapešť hrál v sezóně 1974/75 finále Poháru vítězů pohárů. Stal se s ním dvakrát mistrem Maďarska (1975/76, 1980/81) a trojnásobným vítězem maďarského poháru (1973/74, 1975/76, 1977/78). S Austrií Vídeň získal tři tituly rakouské (1983/84, 1984/85, 1985/86) a jednou rakouský pohár (1985/86). V sezóně 1980/81 byl nejlepším střelcem maďarské ligy, v sezóně 1983/84 rakouské ligy. Ve stejné sezóně byl též nejlepším střelcem Poháru UEFA.
Často se prosazoval v anketě o nejlepšího fotbalistu Evropy Zlatý míč. Byl do ní nominován pětkrát, roku 1977 skončil sedmý, roku 1976 čtrnáctý, 1985 jednadvacátý, 1981 osmadvacátý, 1983 třiatřicátý.
Po skončení hráčské kariéry se stal trenérem, v letech 1990–1994 a 1997–1999 vedl Ferencváros..